# GROM

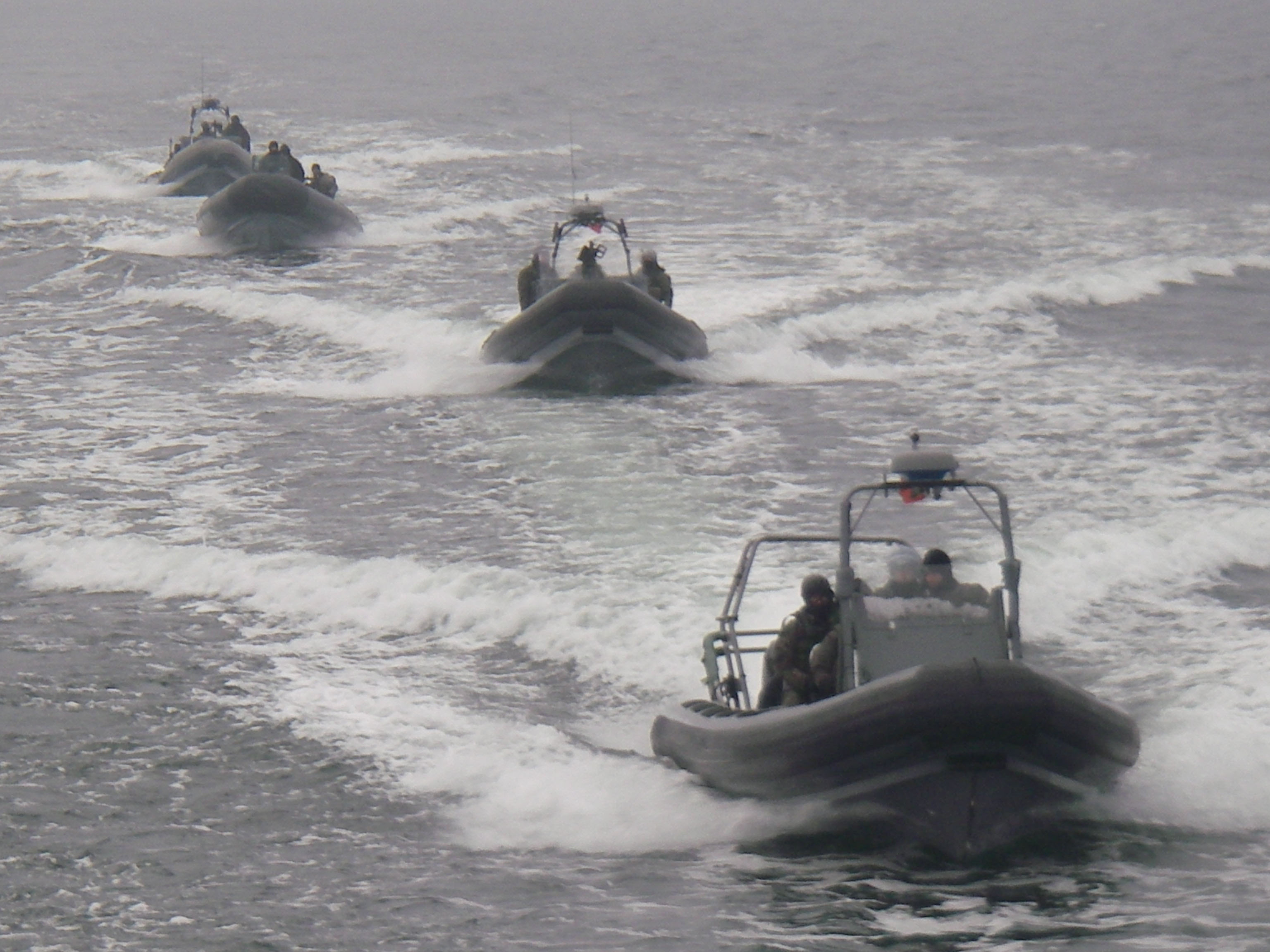
Equipo GROM junto a Navy SEALs estadounidenses.

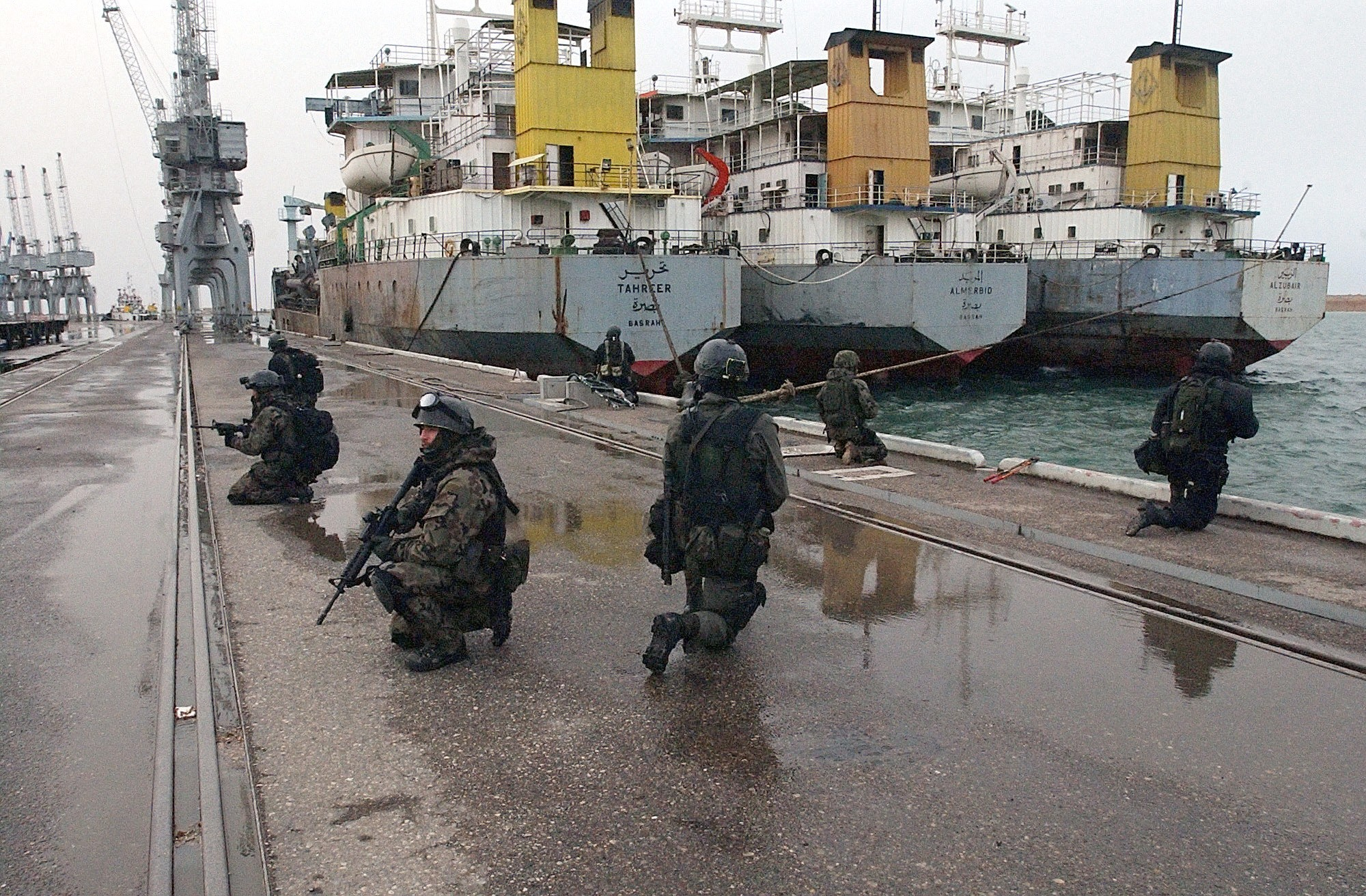
GROM en el puerto de Um Kasar, Irak. Operación Enduring Freedom.

El GROM (en polaco: Grupa Reagowania Operacyino-Manewrowego acrónimo de Grupo de Respuesta Operacional que igualmente significa trueno) es la principal unidad de comandos de las Fuerzas Especiales de la República de Polonia.
Fue oficialmente establecida el 13 de agosto de 1990, surgiendo a imagen de las fuerzas especiales estadounidenses y británicas. Puede ser desplegado en diversas operaciones y tareas de guerra no convencional, incluyendo acciones antiterroristas y de proyección de poder detrás de líneas enemigas. El comandante actual es el coronel Piotr Gąstał.
El nombre completo de la unidad, en polaco, es Wojskowa Formacja Specjalna GROM im. Cichociemnych Spadochroniarzy Armii Krajowej (Formación Militar Especial GROM de los paracaidistas Cichociemni del Armia Krajowa).

## Historia
Durante los 70s y 80s, había diversos tipos de adiestramiento en las unidades de fuerzas especiales de Polonia, pero estas fueron posteriormente entrenadas en tareas militares (sabotaje, interrupción de comunicaciones, etcétera) o acciones contraterroristas, exclusivamente. Después de la toma de la embajada de Polonia en Berna, por parte de militantes del Ejército Revolucionario Polaco en 1982, el general Edwin Rozłubirski propuso que una unidad militar clandestina fuera creada, para contrarrestar las amenazas terroristas y no convencionales. Esta propuesta fue inicialmente rechazada por ejército polaco.
En 1989 a algunos judíos se les permitió emigrar desde la Unión Soviética a Israel. Por temor a los extremistas islámicos que se oponían a cualquier incremento de la inmigración hacia Israel, algunos países de Europa occidental optaron por no apoyar el traslado de los civiles a Israel. Polonia, sin embargo, fue uno de los países que colaboraron con ayuda en la organización de la operación, designada como Operación Puente (Operacja Most). Ante esta decisión, dos diplomáticos polacos fueron asesinados en Beirut, siendo enviado el teniente coronel Slawomir Petelicki a Líbano, para asegurar el traslado de los civiles y los diplomáticos.
A su regreso a Polonia, presentó un plan de creación de una unidad militar especial al Ministerio de Defensa. Esta unidad debería estar entrenada en operaciones especiales que fueran necesarias para la defensa de ciudadanos polacos en cualquier situación, como en la de Líbano. Esta idea fue bien recibida y el 8 de julio de 1990, el GROM fue establecido, formalmente con el nombre de JW2305. El 13 de septiembre de 1990, Petelicki se convierte en primer comandante de la unidad (1990-1995).

## Cronología
- Junio 1992. Entra en total estado operacional.
- 1994. Operación Uphold Democracy; es la primera misión internacional de la unidad, trabajando en conjunto con fuerzas estadounidenses y argentinas, para protección de personalidades importantes.
- 1995. Recibe el nombre de Cichociemni Paracaidistas Nacionales. Esto anexa su carácter de unidad aérea.
- 1996. Recibe su bandera insignia. Son enviados a misiones durante la Guerra de Kosovo; escoltando personalidades importantes y minorías étnicas, protegiendo infraestructura estratégica y resolviendo situaciones de crisis antes de la llegada de la UNTAES. Durante estas acciones detuvieron a Slavko Dokmanović, criminal de guerra.
- 1999. La unidad es incorporada a la estructura del Ministerio de Defensa.
- 2002-2004. Realizó operaciones en Afganistán, Kirguistán y Kuwait como respuesta a los eventos del 11 de septiembre. En marzo durante la Operación Enduring Freedom.
- 2003-2004. Realizó operaciones de búsqueda, captura/eliminación de colaboradores de Saddam Hussein
- 2007. Reanuda operaciones en Afganistán.[1]
- 2021 - Afganistán. Evacuación de ciudadanos polacos y países aliados, empleados El Fondo Monetario Internacional y el Comité Olímpico Internacional.

## Entrenamiento

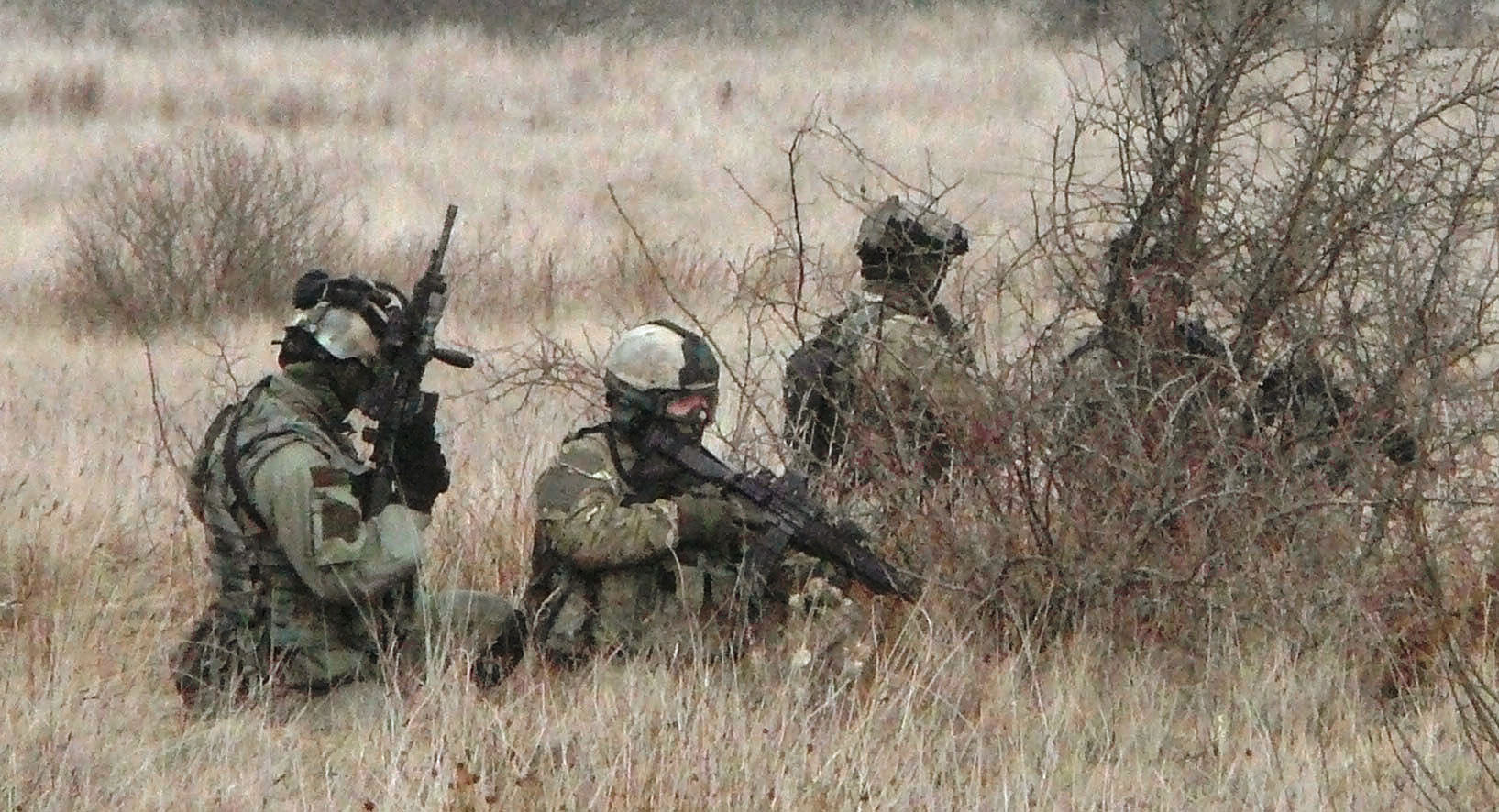
Ejercicio conjunto con Navy SEALs estadounidenses, Polonia, 2009.

Los candidatos a formar parte del GROM, deben pasar exámenes psicológicos y de resistencia, al igual que del llamado examen de la verdad, todo esto forma parte de las extenuantes pruebas físicas y psicológicas que se aplican. Como soldados de fuerzas especiales, son comparados con el Servicio Aéreo Especial, el Servicio Especial de Embarcaciones, la Fuerza Delta, el SEAL, el Sayeret Matkal y la unidad Shayetet 13 de la Armada israelí.
En grupos de 4 hombres, cada soldado debe estar preparado para asumir la respectiva responsabilidad de sus colegas, si esto fuera necesario. Aproximadamente un 75% del personal del GROM, está entrenado como médico o paramédico. Adicionalmente, cada grupo es apoyado por personal entrenado profesionalmente como médico. Todos los elementos del GROM son capaces de entender y expresarse en al menos dos idiomas extranjeros.
El curso comprende principalmente tres áreas:
- Operaciones terrestres de contraterrorismo. Operaciones encubiertas, rescate de rehenes, protección/escolta y apoyo a otras unidades.
- Operaciones especiales. Reconocimiento, sabotaje tras líneas enemigas, eliminación de amenazas potenciales, evacuaciones.
- operaciones marinas. Combate al terrorismo en costa, embarcaciones y plataformas marítimas.
- Cursos especializados en paracaidismo, combate submarino, explosivos, paramédico,

## Armamento
- Fusil de asalto M4A1
- Lanzagranadas acoplado M203
- Pistolas HK MK23 y HK USP
- Subfusil HK MP5
- Fusil de asalto HK G36
- Fusil de asalto HK 416
- Pistola FN Five-seveN
- Subfusil FN P90
- Fusil de asalto FN F2000
- Fusil de asalto FN SCAR
- Ametralladora ligera FN Minimi